# Trachelas jamaicensis
Trachelas jamaicensis là một loài nhện trong họ Trachelidae.
Loài này thuộc chi Trachelas. Trachelas jamaicensis được Willis J. Gertsch miêu tả năm 1942.